# 油渣麵
油渣麵，又稱豬油渣麵，是香港平民麵食，曾流行於1960年代。

## 製作
豬油渣是肥豬肉搾油後剩餘的肉塊，經水煮後油炸；麵條通常選用較粗的油麵或上海麵，再加上大量葱粒、冬菜、冬菇及辣椒油即成。